# Masoncus arienus
Masoncus arienus là một loài nhện trong họ Linyphiidae.
Loài này thuộc chi Masoncus. Masoncus arienus được Ralph Vary Chamberlin miêu tả năm 1949.